# Eduard Mörike
Eduard Friedrich Philip Mörike, nemški pisatelj, prevajalec in pesnik, * 8. september 1804, Ludwigsburg, Nemčija, † 4. junij 1875, Stuttgart.
Bil je lirik švabske šole (skupina pesnikov, ki so v času od leta 1805 do 1808 obiskovali Univerzo v Tübingenu). Bil je tudi evangeličanski duhovnik, vendar se s tem poklicem, ki ga je opravljal le zaradi preživetja, vse do upokojitve ni sprijaznil.

## Življenjepis

### Šolanje
Mörike se je rodil kot sedmi otrok očetu Karlu Friedrichu Mörikeju, z nazivom “medicinski svetnik” (časti vreden in zaslužen naziv, oziroma oznaka položaja za zdravnike, ki so v Nemčiji opravljali javno službo), ter župnikovi hčeri Charlotti Dorothei, rojeni Bayer. Skupno je imel 12 bratov in sester. Leta 1817, po smrti očeta, je šel v Stuttgart k stricu Eberhardu Friedrichu Georgiiju, ki si je za svojega nečaka zamislil pot duhovnika. Temu primerno je Mörike čez eno leto obiskoval gimnazijo Eberharda-Ludviga v Stuttgartu, od leta 1818 naprej evangeličanski seminar Urach, humanistično gimnazijo v takratnem samostanu Urach in od 1822 do 1826 Univerzo Eberharda-Karla v samostanu Tübingen. Resda so bili njegovi šolski uspehi le zmerni in “Seminar Urach” ga je kljub neopravljenemu deželnemu izpitu sprejel, a tamkajšnje ukvarjanje z antičnimi klasiki ga je zaznamovalo pri njegovem kasnejšem poklicu pisatelja. Veliko Mörikejevih doživljenskih prijateljstev sega nazaj v čas seminarja. V Tübingenu je k njegovim študijskim prijateljem po eni strain sodil Wilhelm Waiblinger, ki mu je priskrbel kontakt s starim Friedrichom Hölderlinom, po drugi strani pa Ludwig Bauer (1803-1846), s katerim je skupaj tudi ustvarjal. V družbi treh prijateljev je bilo zelo napeto: kmet, ki ga je Mörike nekoč vzel pod okrilje, ko ga je napadel pijan, (knez) Waiblinger je Mörikeja posvaril pred njegovim demonskim vplivom. Mörike pa je med svojo inavguracijo v duhovnika medtem že preminulega Weiblingerja opisal kot Jezusovega globoko vernega služabnika.
Med velikonočnimi prazniki leta 1823 je Mörike spoznal Mario Mayer(1802-1865), ki je bila kot natakarica (navsezadnje zaradi svoje lepote) zaposlena v gostilni v Ludwigsburgu. Kasnejša biografska poročila o Marii Mayer, rojeni v Schaffhausnu, ki jih je širila ustanoviteljica sekte Juliane von Krüdener, očitno vsebujejo veliko olepšav. Mörike se je v skrivnostno žensko hitro zaljubil, tej zvezi pa je njegova sestra močno nasprotovala. Mörike je ostal z Mario v stikih vse do konca leta, ko je prekinil njuno dopisovanje, nato pa se je odrekel še srečanju v juliju 1824. Iz te močne izkušnje je nastal cikel pesmi Peregrina, po katerem je od leta 1824 do 1867 sledilo še deset različic tega cikla. 
Po povprečno opravljenem izpitu in cerkvenem izpitu pred württemberškim konsistorijem, ki mu je potrdilo “precej pomanjkljivo”, ampak nikakor ne zanemarljivo znanje, je Mörike preživel (in pretrpel) osemletno dobo vikarja in kasneje župnijskega upravitelja : 1826 Oberboihingen, Möhringen; 1827 Köngen; 1829 Pflummern, Plattenhardt (zaroka z Luise Ran, hčerjo umrlega duhovnika, 1833 preklic zaroke), Owen; 1831 Eltingen; 1832 Ochsenwang (v tamkajšnji Mörikejevi hiši so na ogled njegova pisma, risbe in službena poročila): 1833 Owen, Ötlingen. Svoje delo duhovnika je od decembra 1827 do februarja 1829 prekinil zaradi bolniškega dopusta, ki ga je zaprosil zaradi zdravstvenih težav. Mogoče je bil vzrok prav smrt sestre Luise. Pravi vzrok pa so bili pravzaprav dvomi glede poklica duhovnika.

### Pismo:
„Nedvomno si verjetno že predstavljaš vzrok za to nelagodno situacijo. Življenje duhovnika je vzrok. Zdaj sem prepričan,...to ni zame. Zdravnik me ::je z dopustom za nekaj časa rešil pred konsistorijem. Moje zdravje to vsekakor potrebuje. Ta čas pa hočem izkoristiti tudi za delo, da s tem ::pridobim zaupanje in mogoče tudi službo pri Johannu Friedrichu Cotti. Nato pa zaposlitev v kakšni knjižnici.
Pismo Ludwigu Bauerju, 9.december 1827

Mörike bi se bil torej raje posvečal pisanju, vendar si – v nasprotju s Hölderlinom – ni upal biti svoboden pisatelj. Pogodbo je dobil pri založniku Friedrichu Gottlobu Franckhu, ki ga je zadolžil za redne pripovedne in druge estetske članke v svojem časopisu Damenzeitung za letni honorar v višini 600 guldnov. Po nekaj mesecih je Mörike to delo opustil.

### Župnišče
1834 je Mörike končno postal župnik v Cleversulzbachu, kjer je v župnišču živel s svojo mamo in najmlajšo sestro Klaro. Njegove pridige, ki so bile prilagojene njegovim faranom niso izdajale, da je bil Mörike nezadovoljen s takratno teologijo. Za Mörikeja vera ni bila nekaj, kar so dorekli evangeličani, ampak so to bila njegova čustva in občutki, ki so mu bili dani, ko je v pesmih opisoval svoje življenje. Pri tem je lahko krščanske nauke razložil razumsko,čustveno, kar danes seveda ne sodi k naši racionalni stopnji spoznanja. Primer so njegove izpovedi o trajanju onstranskosti, ko je tolažil smrtnikove najbližje:
„Zame je to, da preminuli po novem živi v onstranstvu, že nekaj samoumevnega. Torej nekaj, pri čemer ni potrebna božja pomoč.“
Podobne racionalne razlage je Mörike imel tudi o glasovih, ki so strašili v župnišču. Te dogodke je Mörike zapisal v dnevnik, ki ga je kasneje objavil Justinus Kerner.
Ko je leta 1841 umrla Mörikejeva mama, jo je pokopal na pokopališču Cleversulzbacher poleg matere Friedricha Schillerja, katere skoraj pozabljen grob, je odkril že v začetku svojega dela v Cleversulzbachu kot župnik, in ga označil z enostavnim križem.
Zatem, ko si je Mörike zaradi zdravstvenih razlogov pri opravljanju svoje službe večkrat pustil pomagati z vikarjem, je leta 1843 zaprosil za upokojitev, zaradi česar mu je bila odobrena polovična penzija, letno le 280 guldnov (kot župnik je zaslužil 600 guldnov letno).

### Pokoj
Mörike se je upokojil leta 1844, pri 39. letu starosti. Po kratkem postanku v Schwäbisch Hallu se je naselil v Bad-Mergentheimu. Njegova pokojnina in priložnostni honorarji pa niso zadostovali za odplačevanje dolgov, v katerih se je znašel zaradi plačevanja varščin za svoje brate, na primer Karla Mörikeja, ki je zaradi upora proti državi prestajal enoletno zaporno kazen v zaporu Hohenasperg. Zaradi tega sprva ni mislil na sklenitev zakona in se je šele 1851 poročil z Margarethe von Speeth, katoliško hčerjo svojega najemnika in prijateljico sestre Klare, ki je še naprej živela pri Mörikeju. Razlika v veri je bila razlog, da sta se Mörikejev najstarejši prijatelj Wilhelm Hertlaub (duhovnik v bližnjem Wermutshausu) in Margareth odtujila od Mörikeja. Tudi odnos med Klaro in Margaretho se je kasneje poslabšal.
Zakonski par se je preselil v Stuttgart, kjer je Mörike od leta 1856 do 1866 poučeval literaturo na gimnaziji Königin-Katharina-Stift. Imela sta dve hčeri, Fanny in Marie. Mörike je bil imenovan za profesorja na gimnaziji Königen-Katharina-Stift, ter deležen še dodatnih časti: 1852 častni naziv doktorja univerze Tübingen, 1862 bavarsko Maximilianovo odlikovanje in 1864 württemberško Friedrichovo odlikovanje. Imel je stike s pisatelji, kot so Theodor Storm in Friedrich Hebbel. Trdnejše prijateljstvo pa ga je ta čas vezalo z Moritzem von Schwindom.
V času od 1867 do 1873 je pesnik večkrat menjal kraje bivanja, med drugim v Lorchu. Napetost med Klaro in Margaretho se je prenesla tudi na zakonski par. Ob prvi priliki je ob zaročitvi 18-letne Fanny prišlo do prepira, po katerem se je Margarethe začasno odselila. Leta 1873 se je Mörike odločil za ločitev in se z Marie za kratek čas preselil v Fellbach, zaradi česer ga je to mesto počastilo z rednim podeljevanjem Mörikejeve nagrade. Ta čas je njegov letni honorar znašal 1955 guldnov. Leta 1875 so Mörikeja pokopali na pokopališču Pragfriedhof v Stuttgartu. Za Mörikejevo peto obletnico smrti je bil v Stuttgatu postavljen spomenik Mörikeju (poligraf) umetnika Wilhelma Röscha.
Mörike je bil navdušen nad zbiranjem vsakodnevnih predmetov. Posebno rad je zbiral fosile. Tako je prišlo do tega, da se je kot paleontolog potikal po švabskih planinah in zbiral različne fosile. Doma jih je v prostem času primerjal z ostalimi najdbami ali pa bral strokovno literaturo. Ob tem pa ga je velikokrat prevzela pesniška muza, in tako so nastale pesmi kot npr. Fosil (nem. Der Petrefaktsammler). Pri njegovih selitvah mu je bila zbrana lastnina po eni strani nadležna, po drugi strani, pa so bila to lepa darila za prijatelje in sorodnike.

## Dela
Mörike je dolgo veljal za tipičnega predstavnika Biedermeier umetnosti, ki opeva zaupno in tesno domovino. Danes se v njegovih delih hitro prepozna osebnostna stiska in modernost njegovih radikalnih begov pred svetom. Mörikejeva dela pa spadajo med najpomembnejša dela nemške literature 19. stoletja.
- Pesmi (nem. Gedichte, 1838, dopolnitev 1848 in 1864)
- Slikar Nolten (nem. Maler Nolten, 1832)
- Lucija Gelmeroth (nem. Lucie Gelmeroth, 1839)
- Zaklad (nem. Der Schatz, 1835)
- Kmet in njegov sin (nem. Der Bauer und sein Sohn, 1839)
- Deževni bratje (nem. Die Regenbrüder, 1839)
- Idila o jezeru Bodensee ali ribiču Martinu (nem. Idylle vom Bodensee oder Fischer Martin,1846)
- Možicelj s čepico iz Stuttgarta (nem. Das Stuttgarter Hutzelmännlein, 1853)
- Mozart na potovanju v Prago (nem. Mozart auf der Reise nach Prag, 1856)

Po letu 1856 niso nastala nobena posebna prozna dela več. Vse do svoje smrti je napisal le še nekaj posvetil in priložnostnih pesmi.

### Prevodi
Mörike je bil izvrsten poznavalec grške in rimske poezije in je objavil več prevodov. Med drugim je prevedel „Kallinos“, „Tyrtaios, „Theognis“ in nekaj Homerjevih spevov. Prva izdaja prevodov:
- Klasična trgatev rož (nem. Classische Blumenlese, Stuttgart 1840)
- Theokrit, Bion in Moschos (nem. Theokrit, Bion und Moschos, Stuttgart 1855)
- Anakreon in tako imenovane anakreonove pesmi (nem. Anakreon und die sogenannten Anakreontischen Lieder, Stuttgart 1864)

### Izdaja del
- Dela in pisma (nem. Werke und Briefe. Historisch-kritische Gesamtausgabe in 28 Bänden. Klett-Cotta, Stuttgart 1967ff)
- Dela v enem zvezku (nem. Werke in einem Band. Hrsg. v. Herbert G. Göpfert. Hanser, München 1993 (dtv 1995))
- Grška lirika (nem. Griechische Lyrik. Fischer Taschenbuch, Frankfurt am Main 1960)